# Veleň
Veleň település Csehországban, a Kelet-prágai járásban. Veleň Měšice, Brázdim, Hovorčovice, Sluhy, Přezletice és Prága településekkel határos. Lakosainak száma 1987 fő (2024. január 1.).

## Népesség
A település lakosságának változását az alábbi diagram mutatja:
| Lakosok száma | 437  | 663  | 675  | 930  | 750  | 853  | 1258 | 1529 | 1872 | 1987 |
|               | 1869 | 1900 | 1921 | 1961 | 1991 | 2006 | 2016 | 2019 | 2021 | 2024 |